# Mario Coscia Tavarozzi
Mario Coscia Tavarozzi (Asunción, Departamento Central; 12 de abril de 1909-24 de marzo de 1986) fue un ingeniero civil y general de división paraguayo. Ocupó el cargo de ministro de Obras Públicas y Comunicaciones desde el 16 de mayo de 1956 hasta el 8 de mayo de 1960. Fue comandante en jefe de las Fuerzas Armadas de Paraguay siendo sucedido por Alfredo Stroessner en 1956.
Durante su gestión, se le encomendó la misión de abrir una ruta de 200 kilómetros que atravesaría la espesa selva en línea recta desde Coronel Oviedo hasta Puerto Presidente Stroessner (actual Ciudad del Este), a modo de facilitar la conexión y el desarrollo en esa región.
Formó parte del Consejo de Administración de la Itaipú Binacional en 1984.
En reconocimiento a su trayectoria, la Administración Nacional de Electricidad nombró su edificio principal en Asunción como «Don Mario Coscia Tavarozzi». Su hijo, Aníbal Coscia, fue un médico que ejerció en Houston, Texas, y falleció en 2004.